# Derambila colorata
Derambila colorata là một loài bướm đêm trong họ Geometridae.